# Dendrobium buffumii
Dendrobium buffumii är en orkidéart som beskrevs av Alex Drum Hawkes. Dendrobium buffumii ingår i släktet Dendrobium, och familjen orkidéer. Inga underarter finns listade i Catalogue of Life.